# Mubadala World Tennis Championship 2014
Il Mubadala World Tennis Championship 2014 è stato un torneo esibizione di tennis disputato su campi di cemento. È stata la 6ª edizione dell'evento, e si svolta dal 26 al 28 dicembre 2013. Hanno partecipato sei giocatori fra i primi del mondo, con un montepremi in palio per il vincitore di 250.000 dollari. Il torneo si è tenuto all'Abu Dhabi International Tennis Complex di Zayed Sports City ad Abu Dhabi negli Emirati Arabi Uniti. È stato un torneo di preparazione all'ATP World Tour 2014.

## Partecipanti
1. Rafael Nadal ATP No. 1
2. Novak Đoković ATP No. 2
3. David Ferrer ATP No. 3
4. Andy Murray ATP No. 4
5. Stan Wawrinka ATP No. 8
6. Jo-Wilfried Tsonga ATP No. 10

- Le teste di serie sono basate sul ranking al 23 dicembre 2013.

## Campione
Novak Đoković ha sconfitto in finale  David Ferrer  per 7-5, 6-2.